# Julian Marchlewski
Julian Balthasar Marchlewski (né le 17 mai 1866 - mort le 22 mars 1925) est un militant communiste polonais, également connu sous les pseudonymes de Karski, Kujawiak et Johannes Kämpfer.

## Biographie
Julian Marchlewski, né à Włocławek, est le fils de Józef Franciszek (1829–1907), catholique, négociant en grains, et d'Emilie von Rückersfeldt (1835–1918), protestante, d'ascendance allemande.
Après ses études, il travaille comme ouvrier teinturier. En 1888, il rejoint le mouvement ouvrier socialiste et en 1889, il cofonde l'Union des travailleurs polonais. Arrêté par la police tsariste en 1891, il s'exile ensuite en Suisse. En 1893, il fonde avec Rosa Luxemburg la Social-démocratie du royaume de Pologne (SDKP), parti qui est dissout au bout de deux ans en raison de l'arrestation massive de ses membres. Après 1900, il rejoint la Social-démocratie du royaume de Pologne et de Lituanie (SDKPiL). Ayant repris ses études, il obtient son doctorat en 1896 par la soutenance d'une thèse sur le physiocratisme en Pologne. Il vit ensuite en Bavière, où il écrit pour la presse du Parti social-démocrate d'Allemagne (SPD).
Il prend part en Pologne à la Révolution russe de 1905. En 1906, il participe au congrès du Parti ouvrier social-démocrate de Russie en tant que représentant du SDKPiL. Après l'échec de la révolution, il émigre en Allemagne. Pendant la Première Guerre mondiale, il participe au mouvement d'opposition pacifiste dans la social-démocratie allemande et est cofondateur de la Ligue spartakiste.
Alors que la répression s'abat sur les spartakistes, il est arrêté le 22 mai 1916 et emprisonné jusqu'en mai 1918, date à laquelle il est échangé contre un espion allemand à la suite d'un accord avec l'Union soviétique. En 1919, il séjourne un temps en Allemagne où il milite au Parti communiste d'Allemagne (KPD), puis durant la guerre soviéto-polonaise il prend part aux négociations avec la Pologne. Lors de l'attaque soviétique menée par Mikhaïl Toukhatchevski contre la Pologne, il dirige le Comité révolutionnaire provisoire polonais à Białystok en 1920, comité qui voulait proclamer la République socialiste soviétique polonaise.
La Russie soviétique donne son nom à l’Université communiste des minorités nationales de l'Ouest de Moscou (1921-1936).
De 1922 à 1925, Julian Marchlewski est le premier président du Comité Central du Secours rouge international.
Sa fille Sonja (aussi appelée Zofia) Marchlewska est l'épouse du peintre Heinrich Vogeler.
Julian Marchlewski meurt en mars 1925 à Nervi, pendant ses vacances en Italie. Son corps est transporté en Pologne et enterré au cimetière militaire de Powązki.

## Sources
- (en) Cet article est partiellement ou en totalité issu de l’article de Wikipédia en anglais intitulé « Julian Marchlewski » (voir la liste des auteurs).
- Dictionnaire biographique du mouvement ouvrier international, Allemagne (sous la direction de Jacques Droz, 1990).
- Julian Marchlewski, Encyclopædia Universalis.
- Julian Marchlewski, Smolny.